# La Tierra hambrienta
La Tierra hambrienta (The Hungry Earth) es el octavo episodio de la quinta temporada moderna de la serie británica de ciencia ficción Doctor Who, emitido originalmente el 22 de mayo de 2010. Es la primera parte de una historia en dos episodios que concluyó con Sangre fría, y en ella hizo su regreso la raza de los Silurians, que no aparecían desde Warriors of the Deep (1984). Muestra también la primera aparición de Neve McIntosh, futura intérprete de Madame Vastra, aquí interpretando a otras Silurians.

## Argumento
El Undécimo Doctor (Matt Smith), Amy Pond (Karen Gillian) y Rory Williams (Arthur Darvill) pretendían ir a Río de Janeiro, pero por error han aparecido en el pueblecito galés de Cwmtaff, en el año 2020. Allí encuentran una operación minera dirigida por la doctora Nasreen Chaudhry (Meera Syal), que estudia los minerales de las capas profundas de la Tierra que no se han visto desde hace más de 20 millones de años. Le ayuda un lugareño, Tony Mack (Robert Pugh), cuya hija y nieto, Ambrose (Nia Roberts) y Elliot (Samuel Morgan-Davies), están investigando la desaparición de cuerpos en el cementerio de la iglesia cercana. Un temblor de tierra hace que la tierra se abra y Tony y Amy caigan. Tony es rescatado, pero algo desconocido tira de Amy y se la lleva bajo tierra. El Doctor conjetura que los minerales formarían un sistema de defensa bioreactiva que habría saltado por la perforación. Pronto el grupo se alerta ante la presencia de tres formas de vida viajando hacia arriba por el agujero de perforación a 21 km bajo tierra, y se parapetan en la iglesia. El Doctor le explica a Rory la desaparición de Amy y le promete que la recuperará.
Se descubre que las tres criaturas son reptiles humanoides, y en una escaramuza secuestran a Elliot y golpean a Tony con su lengua envenenada. El Doctor y Rory capturan a uno mientras los otros dos escapan con Elliot bajo tierra. El Doctor se da cuenta de que esas criaturas son una nueva forma de Silurians, y que han detenido su ataque al tener ambas facciones rehenes. La Silurian capturada se llama Alaya (Neve McInstosh), es un miembro de la casta de los guerreros, despertados por la perforación. Alaya cree, como todos los Silurians, que la Tierra aún les pertenece, que la perforación fue un ataque de los humanos, y que al final derrotarán a la humanidad. Tony, sufriendo los efectos del veneno, dice que deberían diseccionarla, pero el Doctor avisa que se vería como un acto de guerra. El Doctor decide viajar con la TARDIS a las profundidades para hablar con el resto de los Silurians y lograr una tregua, y Nasreen le acompaña.
Amy despierta atrapada en una mesa de examen, cerca de la cual el marido de Ambrose, Mo (Alun Raglan), está también atado. Mo le explica que los Silurians pretenden viviseccionarla, como le han hecho a él, despierto. El Doctor y Nasreen llegan a la zona en la TARDIS. El Doctor habla de los Silurians y dice que espera encontrar solo unos pocos. Pero en el cliffhanger se encuentran ante una inmensa civilización silurian en cavernas bajo tierra.

## Producción
Steven Moffat pidió a Chris Chibnall, autor de 42, que volviera a escribir algo para la serie. Moffat y Piers Wenger le dieron un borrador de los Silurians, una perforación, y que sería en dos partes. Los Silurians eran villanos que habían debutado en el serial de 1970 Doctor Who and the Silurians, y después aparecieron en Warriors of the Deep en 1984. Para investigar, Chibnall leyó la novela original Doctor Who and the Cave Monsters y vio el serial original, notando la libertad que Malcolm Hulke tuvo con la novela en cosas que no hubiera podido plasmar en televisión. Chibnall quería que hubiera una gran ciudad Silurian en contraste con el pequeño pueblo de la superficie. Sabiendo que los Silurians no eran tan populares y recurrentes como otros villanos, Moffat le dio instrucciones de que atrajera las criaturas al nuevo público, y Chibnall decidió empezar sin saber nada sobre ellos y después presentándoles "de la forma más emocionante y aterradora posible para la gente que nunca los haya visto antes". Chibnall también consideró traer a los primos anfibios de los Silurians, los Demonios Marinos, pero decidió que incluir dos razas de monstruos era mucho más difícil, y que la historia "iba claramente sobre los Silurians y lo que ellos quieren".
Chibnall, al que le gustaba cuando el Doctor y su acompañante se separaban, decidió que Amy estuviera ausente de gran parte del episodio. Moffat también pensó que, en ese punto en mitad de la temporada, era apropiado mostrar al Doctor comportándose diferente con otras personas. Con la ausencia de Amy, Chibnall pensó que Nasreen se convirtió en una "acompañante de hecho". Meera Syal, intérprete de Nasreen, había sido fan de la serie desde la infancia, y llevaba intentando conseguir un papel en la serie desde su regreso en 2005, sintiéndose muy contenta cuando lo consiguió. Syal describió su personaje como "una geóloga muy activa e innovadora" que se hizo buena amiga del Doctor, ya que ambos se admiraban mutuamente la pasión del otro.

## Emisión y recepción
Las mediciones nocturnas de audiencia mostraron que el episodio tuvo una audiencia de 4,39 millones de espectadores y un 30,8% de share. Basándose en este dato, hubiera sido el episodio con peor audiencia de toda la serie moderna. Las mediciones definitivas mostraron que la audiencia fue de 6,49 millones de espectadores. Así, fue el noveno programa más visto de la semana en la BBC y el 20º entre todos los canales. Tuvo una puntuación de apreciación de 86, considerado "excelente".
El episodio se publicó en DVD y Blu-Ray el 2 de agosto de 2010 junto con La elección de Amy y Sangre fría. Después se publicó en DVD con el resto de la temporada el 8 de noviembre de 2010.
El episodio recibió críticas mezcladas. Dan Martin de The Guardian, dijo que el episodio presentó un "dilema interesante" pero, aunque se presentaron muchos elementos, "no pareció ocurrir mucho". También se mostró crítico hacia los miembros de la familia, y se dio cuenta de que no le importaba ninguno salvo Elliot y Nasreen, aunque la escena en la que tiraron de Amy hacia la tierra fue "efectiva y conmovedora", y dejó una falta de "vida Pond" en el resto del episodio. Sin embargo, elogió al departamento de prótesis por su rediseño de los Silurians. Gavin Fuller del Daily Telegraph quedó encantado porque "no le decepcionara". Alabó la elección de mostrar el pacifismo del Doctor y las pocas pero memorables escenas "de pesadilla" de Amy. Sin embargo, no se mostró favorable ante la interpretación de Meera Syal, y consideró el rediseño de los Silurians demasiado "radical y divorciado" de su apariencia original, notablemente la desaparición de su tercer ojo.
Patrick Mulkern del Radio Times le dio al episodio una crítica positiva, diciendo que le pareció "como el auténtico Doctor Who clásico" en términos de "historia fascinante, ritmo tremendo, dirección aterradora, una gran idea... un escenario de la Tierra a pequeña escala en el futuro cercano, personajes que vale la pena que te importen...llenos de chicha para los tres protagonistas" y "una acompañante en verdadero peligro". Particularmente alabó las interpretaciones de Syal y Smith. También le gustó el rediseño de los Silurians, diciendo que el antiguo "parecería ridículo hoy en día". Aunque echó de menos la antigua voz de Peter Halliday, dijo que se acomodó a Neve McIntosh. Brad Trechack de AOL se mostró positivo hacia las comparaciones que se podrían hacer entre los conflictos a lo largo de la historia y el conflicto humanos-Silurians, pero calificó el episodio como "oportunidad perdida". Pensó que había "más suspense y aventura que terror", deseando que hubiera sido más terrorífico, y también comentando que fue "muy simplista" y no reintrodujo a los Silurians también como pudo haberse hecho, si hubieran sido parte de toda la trama.
Matt Wales de IGN le dio al episodio un 8 sobre 10, evaluándolo como un "éxito escaso pero satisfactorio". Dijo que la narrativa era "simplista" sin demasiada profundidad, pero que el "fuerte reparto de apoyo" y "personajes simpáticos" lo hicieron un "cuento refrescantemente participativo". También alabó al Doctor de Smith, que "se comportó admirablemente" y sacó adelante el programa con la ausencia de Amy. Ian Berriman de SFX le dio al episodio 3 estrellas sobre 5, principalmente disgustado con el rediseño de los Silurians, aunque se mostró positivo con su "lengua-látigo venenoso" y su vestuario. También criticó el guion "torpe" y cuestionó algunos aspectos técnicos. Sin embargo, alabó la escena de Amy arrastrada bajo tierra, así como la caza de Alaya de Elliot en el cementerio y la interacción entre el Doctor y Elliot.